# Eduardo Mata
Eduardo Mata (født 5. september 1942 i Mexico City, Mexico - død 4. januar 1995) var en mexicansk dirigent og komponist.
Mata var en de mest berømte dirigenter fra Sydamerika. Han studerede komposition og direktion på National Conservatory i Mexico City hos bl.a. Carlos Chavez og Héctor Quintanar. Han fik senere et legat som gav ham muglighed for at studere i Tanglewood hos bl.a. Gunther Schuller.
Mata har skrevet 3 symfonier, orkesterværker, kammermusik, vokalmusik, balletmusik etc. Han var med til at fremme sydamerikanske værker i vesten, specielt Europa, hvor han indspillede mange værker af f.eks. Carlos Chavez og Silvestre Revueltas.
Mata døde i en flyulykke d. 4 januar 1995 i Cuernavaca nær Mexico City.

## Udvalgte værker
- Symfoni nr. 1 "Klassisk" (1961-1962 rev. 1964) - for orkester
- Symfoni nr. 2 "Romantisk" (1963) - for orkester
- Symfoni nr. 3 (1966) - for træblæsere og horn
- "Debora" (1963) - ballet